# Kumulonimbus
Kumulonimbusi (cb) so termični oblaki vertikalnega razvoja in segajo od okvirno 1500 metrov do toropopavze čez vse tri nivoje oblakov. So veliki in gosti vodeni oblaki, ki so močno vertikalno razviti, v obliki visokih stolpov, z ravnim spodnjim robom in razbrazdanim ali vlaknatim vrhom v obliki nakovala. Pravimo mu nevihtni oblak. Padavine iz njega so izrazito plohaste in intezivne, a kratkotrajne. V naših zemljepisnih širinah so visoki tudi do 16 km predvsem poleti in spomladi kot vročinske nevihte in povzročajo močne ujme: točo, nevihte, grmenje, silne viharje itd. V hladnejšem delu leta so zelo redki in nastanejo samo kot posledica prehoda hladne fronte.

## Nastanek
Najbolj pogosto se pojavljajo v topli polovici leta, ko je zemeljska površina močno segreta in ko je v ozračju troposfere dovolj vlage. Prav tako se pojavljajo pri prodorih vlažnih, hladnih zračnih mas. 
Za nastanek kumulonimbusa potrebujemo tri sestavine:
- veliko vlage,
- veliko toplega nestabilnega ozračja
- energijo, ki bo dvignila topel, vlažen zrak hitro navzgor.

Po nastanku ločimo dva tipa teh oblakov:
- toplotni kumulonimbusi, ki nastajajo zaradi labilnosti ozračja brez frontalnih procesov
- frontalni kumulonimbusi, ki nastajajo na mejni površini hladne fronte.

Ko se topel zrak dviga nad hladnejši zrak, se le-ta začne ohlajati, da vodna para kondenzira v kapljice. Kondenzacija segreva bližnji zrak, tako da se dviganje zraka nadaljuje. Ker se zrak še kar naprej dviga, se vodne kapljice ohlajajo in nastajajo ledeni kristali. Gravitacija povzroči, da kapljice in ledeni kristali začnejo padati. To povzroči pomikanje vodnih kapljic navzgor in navzdol.
Nestabilnost med dvigovanjem in padanje povzroči nabiranje statične elektrike v oblaku. Izpraznitev te elektrike povzroči bliskanje in grmenje.